# Maria da Graça
Maria da Graça è un quartiere (bairro) della Zona Nord della città di Rio de Janeiro in Brasile.

## Amministrazione
Maria da Graça fu istituito come bairro a sé stante il 23 luglio 1981 come parte della Regione Amministrativa XII - Inhaúma del municipio di Rio de Janeiro.